# Prolixocupes lobiceps
Prolixocupes lobiceps är en skalbaggsart som först beskrevs av Leconte 1874.  Prolixocupes lobiceps ingår i släktet Prolixocupes och familjen Cupedidae. Inga underarter finns listade i Catalogue of Life.